# Batomys hamiguitan
Batomys hamiguitan  (Balete & Al., 2008) è un roditore della famiglia dei Muridi endemico dell'isola di Mindanao, nelle Filippine.

## Descrizione

### Dimensioni
Roditore di medie dimensioni, con la lunghezza della testa e del corpo tra 171 e 189 mm, la lunghezza della coda tra 111 e 125 mm, la lunghezza del piede tra 35 e 36 mm, la lunghezza delle orecchie tra 22 e 25 mm e un peso fino a 183 g.

### Aspetto
Le parti superiori sono bruno-giallastre, cosparse di peli nerastri con la punta giallastra, mentre le parti inferiori sono giallo-grigiastre. Sono presenti due anelli concentrici di pelle scura e chiara priva di peli intorno agli occhi. Le orecchie sono di normali dimensioni, rotonde e sono ricoperte di piccoli peli brunastri. Le vibrisse sono lunghe 80 mm. Le zampe sono bianche, con una striscia bruno-grigiastra che si estende dal polso e dall'anca fino alla base delle dita. La coda è più corta della testa e del corpo, uniformemente grigio scuro,  ricoperta di piccoli peli e da 10-11 anelli di scaglie per centimetro.

## Biologia

### Comportamento
È una specie notturna e parzialmente arboricola.

### Alimentazione
Si nutre di parti vegetali.

### Riproduzione
Sono state osservate femmine con un singolo embrione.

## Distribuzione e habitat
Questa specie è conosciuta soltanto sul monte Hamiguitan, nella parte sud-orientale dell'isola di Mindanao, nelle Filippine.
Vive nelle foreste montane primarie e secondarie tra 950 e 1.128 metri di altitudine.

## Conservazione
Questa specie, essendo stata scoperta solo recentemente, non è stata sottoposta ancora a nessun criterio di conservazione.